# Macrolobium cataractarum
Macrolobium cataractarum är en ärtväxtart som beskrevs av John Macqueen Cowan. Macrolobium cataractarum ingår i släktet Macrolobium och familjen ärtväxter. Inga underarter finns listade i Catalogue of Life.